# Załom (gmina)
Załom – dawna gmina wiejska istniejąca w latach 1945–1948 w woj. szczecińskim (dzisiejsze woj. zachodniopomorskie). Nazwa gminy pochodzi od Załomia, lecz siedzibą władz gminy było Wielgowo (obecnie są to dzielnice Szczecina).
Gmina Załom powstała po II wojnie światowej na terenie tzw. Ziem Odzyskanych (tzw. III okręg administracyjny – Pomorze Zachodnie). 28 czerwca 1946 gmina –  jako jednostka administracyjna powiatu gryfińskiego – weszła w skład nowo utworzonego woj. szczecińskiego.
Gminę zniesiono 1 maja 1948, a jej obszar włączono głównie do powiatu nowogardzkiego: gromady Załom i Czarna Łąka do gminy Lubczyna, a gromady Sławociesze i Wielgowo do gminy Sowno; ponadto  miejscowość Trzebusz oraz skrawek gromady Sławociesze, położony między południowo-wschodnią granicą Dąbia a południowo-wschodnią granicą autostrady, włączono do miasta Szczecina.